# Vasilicí
Vasilicí (em grego: Βασιλική; romaniz.: Vasiliki; lit. Basílica) é uma vila no município de Ierápetra na unidade regional de Lasíti, em Creta, e o nome de um sítio arqueológico minoico próximo. Está localizada em uma pequena colina ao norte do istmo de Ierápetra; a saída do desfiladeiro Ha é localizada nas cercanias. Vasilicí foi primeiro escavado entre 1903-1906 pelo arqueólogo americano R. B. Seager. Nicolaos Platon continuou as escavações em 1953. Em 1970, A. A. Zois começou seu meticuloso trabalho entre 1970-1982 e depois em 1990.
Esta vila minoica esteve em uso desde o Minoano Antigo IIA controlando não só o istmo local, mas também os vales férteis das redondezas. Em torno de 2 300 a.C. o sítio foi destruído por um incêndio e o assentamento só voltou a ser reocupado durante o Minoano Médio até o período romano. Seager em suas escavações denominou o sítio como a "Casa da Colina", já que este acreditava que fosse a residência de um líder local, assim como um edifício precursor aos palácios minoicos do Minoano Médio. Após as subsequentes escavações constatou que, ao invés de um proto-palácio, Vasilicí era um sítio com diversas fases de construção; sua fase mais antiga, o Minoano Antigo IIA, caracteriza-se por casas erigidas lado a lado de forma uniformo o que pode indicar cerca igualdade sócio-econômica entre estes primeiros habitantes. Os edifícios mais proeminentes do sítio, nomeados como Casa Vermelha e Casa Ocidental foram erigidos no Minoano Antigo IIB; o pátio pavimentado do sítio localiza-se ao norte da Casa Ocidental. Durante seu período de ocupação o sítio foi destruído três, no MAIIA, MAIIB e MMIIB, contudo ele não apresenta período de abandono total, tendo ele sido reconstruído após cada catástrofe.

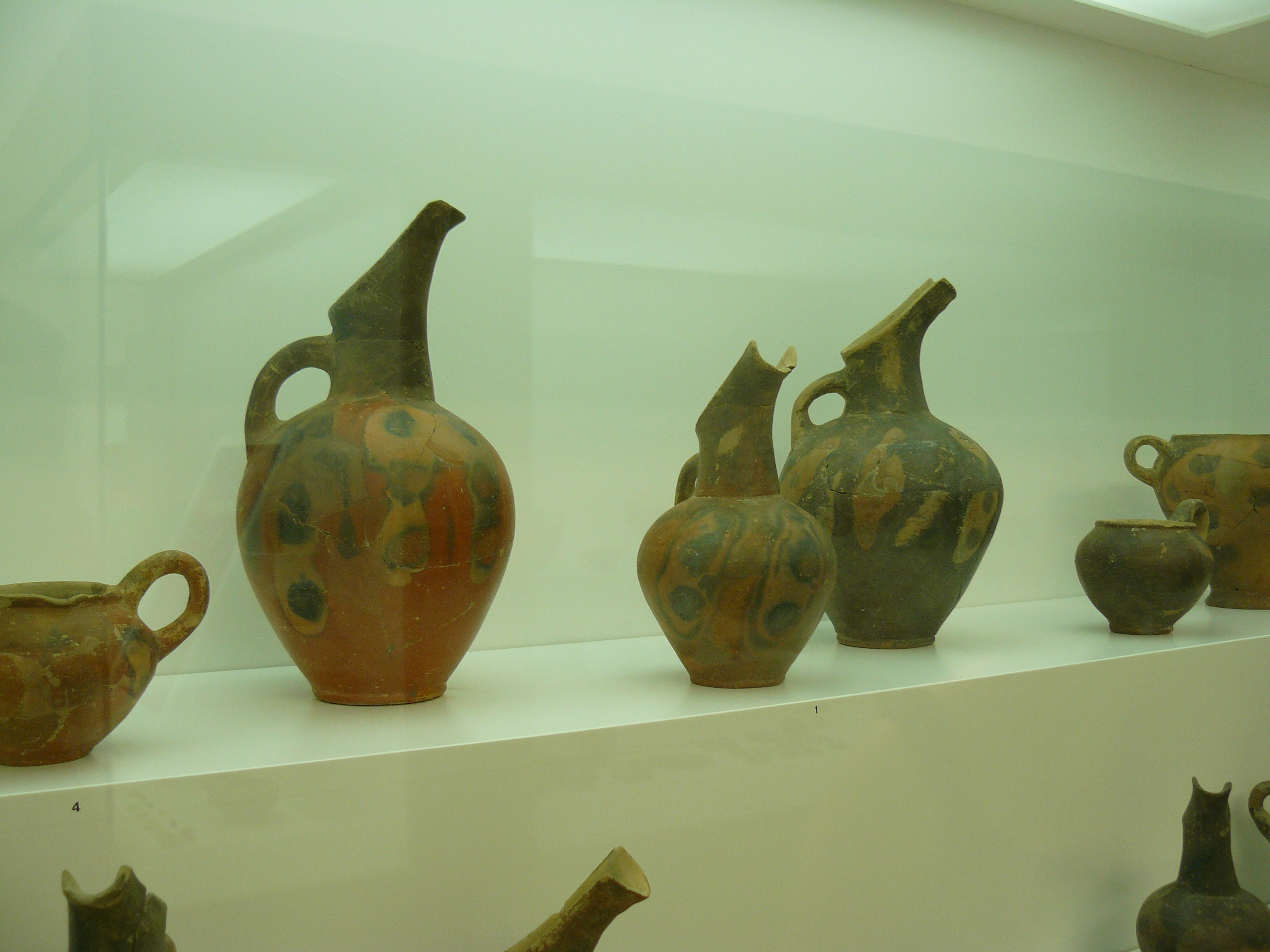
Vasos do estilo Vasilicí

Os edifícios de Vasilicí são compostos por salas retangulares conectadas por longos corredores, tendo em seu interior tanto armazéns como residências. As paredes térreas eram feitas com pedras pequenas delimitadas com barro e palha, enquanto as do piso superior eram feitas de tijolos de barro; as paredes eram reforçadas com estruturas de madeira; na Casa Vermelha a superfície interior das paredes foi coberta com gesso vermelho. A partir do final do Minoano Antigo II há predominância do estilo de Vasilicí. As formas mais comuns foram jarras de fundo achatado, bules, pratos, tigelas e taças; jarros e bules possuíam aplicações de bolinhas ("olhos") em cada lado do bico. Sua superfície foi coberta por uma espessa camada, em que o efeito oxidante irregular do fogo para cozer, fez manchas de diferentes formas. Este estilo foi predominante especialmente no centro-leste da ilha, tendo se espalhado para sítios como Cnossos.